# Prefettura apostolica di Xining
La prefettura apostolica di Xining (in latino: Praefectura Apostolica Siningensis) è una sede della Chiesa cattolica in Cina. Nel 1950 contava 4.144 battezzati su 1.000.000 di abitanti. La sede è vacante.

## Territorio
La prefettura apostolica comprende l'intera provincia cinese di Qinghai.
Sede prefettizia è la città di Xining, dove si trova la Beishan Sitaizi catholic church. Altre comunità cattoliche sono presenti soprattutto nella parte orientale della provincia, nelle città di Huangzhong, Huzhu, Datong e Golmud.

## Storia
La prefettura apostolica è stata eretta il 4 febbraio 1937 con la bolla Ecclesiae universae di papa Pio XI, ricavandone il territorio dal vicariato apostolico di Lanchowfu (oggi arcidiocesi di Lanzhou).
A metà degli anni novanta del XX secolo è segnalato, come vescovo, Matthias Gu Zheng, in merito al quale si hanno poche notizie.

## Cronotassi dei vescovi
Si omettono i periodi di sede vacante non superiori ai 2 anni o non storicamente accertati.
- Hyeronimus Haberstroh, S.V.D. † (12 novembre 1937 - 13 agosto 1969 deceduto)
  - Sede vacante
  - Matthias Gu Zheng

## Statistiche
La prefettura apostolica nel 1950 su una popolazione di 1.000.000 di persone contava 4.144 battezzati, corrispondenti allo 0,4% del totale.
| anno | popolazione | popolazione | popolazione | presbiteri | presbiteri | presbiteri | presbiteri                | diaconi | religiosi | religiosi | parrocchie |
| anno | battezzati  | totale      | %           | numero     | secolari   | regolari   | battezzati per presbitero | diaconi | uomini    | donne     | parrocchie |
| ---- | ----------- | ----------- | ----------- | ---------- | ---------- | ---------- | ------------------------- | ------- | --------- | --------- | ---------- |
| 1950 | 4.144       | 1.000.000   | 0,4         | 11         |            | 11         | 376                       |         | 4         | 20        | 57         |

Secondo la Guide to the Catholic Church in China, nel 2014 la prefettura apostolica contava poco più di 3.000 fedeli, 7 chiese e 4 sacerdoti.